# Macropygia emiliana
Macropygia emiliana е вид птица от семейство Гълъбови (Columbidae).

## Разпространение
Видът е разпространен в Бруней, Индонезия и Малайзия.